# Thomas Timothy O’Mahony
Thomas Timothy O’Mahony (ur. 30 listopada 1825 w Aberle, zm. 8 września 1892) – irlandzki duchowny rzymskokatolicki, posługujący również w Kanadzie i Australii. W latach 1869–1877 biskup diecezjalny Armidale. 

## Życiorys
Sakrament święceń przyjął w dniu 25 marca 1849 roku w diecezji Cork w Irlandii. 1 października 1869 papież Pius IX mianował go pierwszym biskupem nowo powołanej diecezji Armidale w ówczesnej kolonii Nowej Południowej Walii w Australii. Sakrę otrzymał 30 listopada 1869, głównym konsekratorem był jego dotychczasowy ordynariusz, biskup Cork William Delany. Był jednym z ojców soborowych podczas soboru watykańskiego I. 2 sierpnia 1877 zrezygnował ze stanowiska. 14 listopada 1879 papież Leon XIII powierzył mu urząd biskupa pomocniczego Toronto ze stolicą tytularną Eudocias. Zmarł we wrześniu 1892 w wieku 66 lat. 